# مشروع جمناي
مشروع جمناي (بالإنجليزية: Project Gemini) كان ثاني برنامج فضائي تطلقه وكالة الفضاء الأمريكية (ناسا) برحلات مأهولة، و أتى بين برنامج ميركوري و برنامج أبولو، وقد بلغ مجموع الرحلات 10 رحلات بين عامي 1965-1966م.
و أرادت ناسا به تطوير تقنيات السفر في الفضاء لتطبقها بعد ذلك في رحلات برنامج أبولو للوصول للقمر لأول مرة في التاريخ، و قد حقق برنامج جمناي مهمات تفي بإتمام الذهاب إلى القمر والرجوع للأرض كالتمكن من العمل خارج سفينة الفضائية، و المناورات المدارية الضرورية لتحقيق عمليتي الالتقاء بين مركبتين و اقترانهما، و أطلقت جميع رحلات البرنامج من قاعدة كيب كانافيرال للقوات الجوية في فلوريدا بالصواريخ الحاملة تيتان 2.

## أهداف البرنامج
بعد أن عقد الرئيس الأمريكي جون كينيدي العزم على تنفيذ برنامج أبولو للوصول للقمر في 25 مايو 1961م رأت وكالة ناسا حاجة لبرنامج فضائي يتبع برنامج ميركوري للتهيأ بعد ذلك لتنفيذ برنامج أبولو، وقد أسمي برنامج ميركوري مارك 2 في 7 ديسمبر 1961م لكنهم عمدوا في 3 يناير 1962م على تسميته برنامج جمناي (معناها توأم باللاتينية) و ذلك أن كل طاقم يتكون من رائدي فضاء اثنين جالسين جنبا إلى جنب أو نسبة لكوكبة التوأمان ذات النجمين الساطعين رأس التوأم المؤخر ورأس التوأم المقدم.
و كانت الأهداف الرئيسية للبرنامج:
- إثبات تحمل البشر و الآلات مددا أطول في رحلات الفضاء تبلغ ثمانية أيام على الأقل أو أسبوعين على الأكثر للوصول لسطح القمر.
- تطبيق عملية الالتقاء و الاقتران بين مركبتين و المناورة بهما بنظام دفع إحديهما.
- تجريب المشي في الفضاء أو العمليات خارج المركبة و تقييم قدرة رواد الفضاء على تنفيذها.
- إتقان عمليات الدخول الجوية و الهبوط على بقعة محددة سلفًا.
- إكساب رواد الفضاء الخبرة اللازمة كانعدام الجاذبية و الالتقاء و الاقتران لتطبيقها في أبولو.

## الفريق
صُمم برنامج جمناي على يد الكندي جيم تشامبرلاين الرئيس السابق المختص بديناميكا الهواء ببرنامج الطائرة المقاتلة المعترضة أفرو أرو بشركة أفرو كندا، وقد ترك جيم مع 25 مهندسا كبيرا شركة أفرو كندا بعد إلغاء برنامج أرو، وانضموا إلى وكالة الفضاء الأمريكية، إذ أصبح رئيس شعبة مهندسي مجموعة مهمات الفضاء الأمريكية المسؤولة في برنامج جمناي، فيما تم التعاقد مع شركة ماكدونل للطائرات كمتعهد رئيسي وهي التي كانت المتعهد الرئيسي كبسولات برنامج ميركوري للفضاء.
و كان لرائد الفضاء قس قريسوم فضل كبير في تطوير و تصميم مركبات جمناي ، وقد كتب قريسوم في كتابه المنشور بعد وفاته في 1968م المعنون بجمناي! أنه مع نهاية برنامج ميركوري و احتمال عدم مشاركته في رحلة من رحلاته دفعه لتركيز كل جهوده على البرنامج التالي جمناي.
أدار البرنامج مركز السفن الفضائية البشرية في هيوستن بولاية تكساس بتوجيه من مكتب الرحلات الفضائية البشرية بمركز ناسا في العاصمة واشنطن، و بقيادة المدير المساعد لرحلات ناسا الفضائية البشرية الدكتور جورج ميلر قائدا لبرنامج جمناي، فيما كان نائب مدير رحلات الفضاء البشرية لعمليات المهمات وليام شنايدر مدير المهمات في كل رحلات جمناي بدأً من جمناي أ6.

## سفينة الفضاء

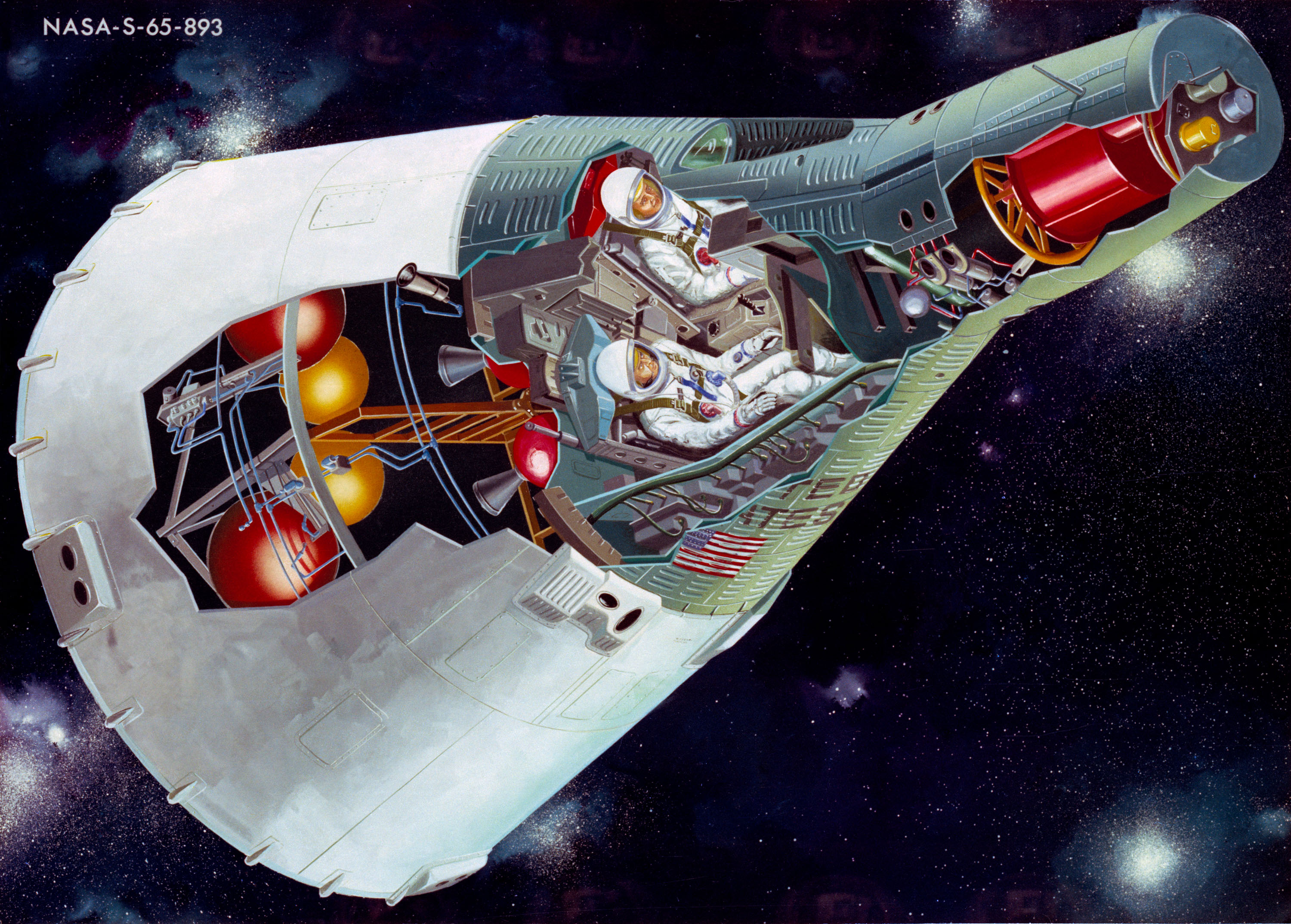
صورة توضيحية لسفينة جمناي الفضائية

قامت الشركة المتعهدة ماكدونل للطائرات بتسليم الكبسولة الأولى في عام 1963م التي بلغ طولها 5.8 أمتار و عرضها 3 أمتار و وزنها 3.859 كج، و انطلقت بطاقمها في 23 مارس 23 عام 1965 لمرة الأولى.
جُهزت سفينة جمناي الفضائية بنظام اتجاه و مناورة مداري، كما تتحرك في كل المحاور (للأمام أو للخلف أو لليمين أو لليسار أو للأعلى أو للأسفل) بالإضافة لميزة التحكم بالارتفاع بخلاف سفن ميركوري الفضائية السابقة التي لم تجهز إلا بميزة التحكم بالارتفاع، و هذه الميزات الإضافية هي التي استخدمت لتغيير زواية الميلان و الارتفاع و لتحقيق المناورات و الاقتران بالمركبات الغير مأهولة.
أما على مستوى السلامة فتمتعت سفن جمناي بمقاعد قذفية في حالات الطوارئ فيما يتم فصل المركبة عن الصواريخ الحاملة عند الارتفاعات العالية والعودة بها.
و يكمن الفرق الرئيسي بين تصميم مركبات جمناي و ميركوري بأن جميع أنظمة ميركوري عدا الصواريخ الكابحة وضعت في داخل المركبة.

## معرض صور

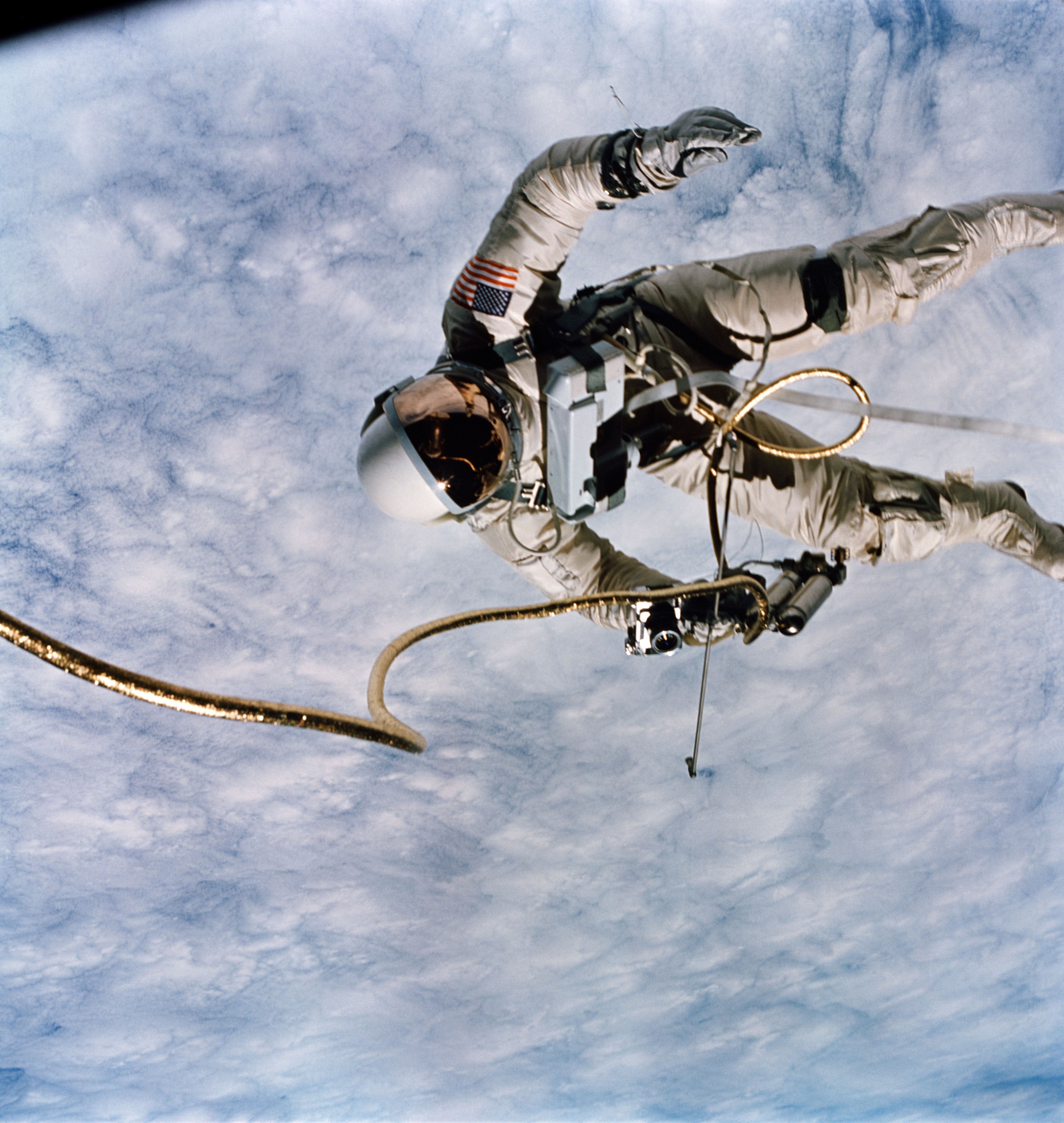
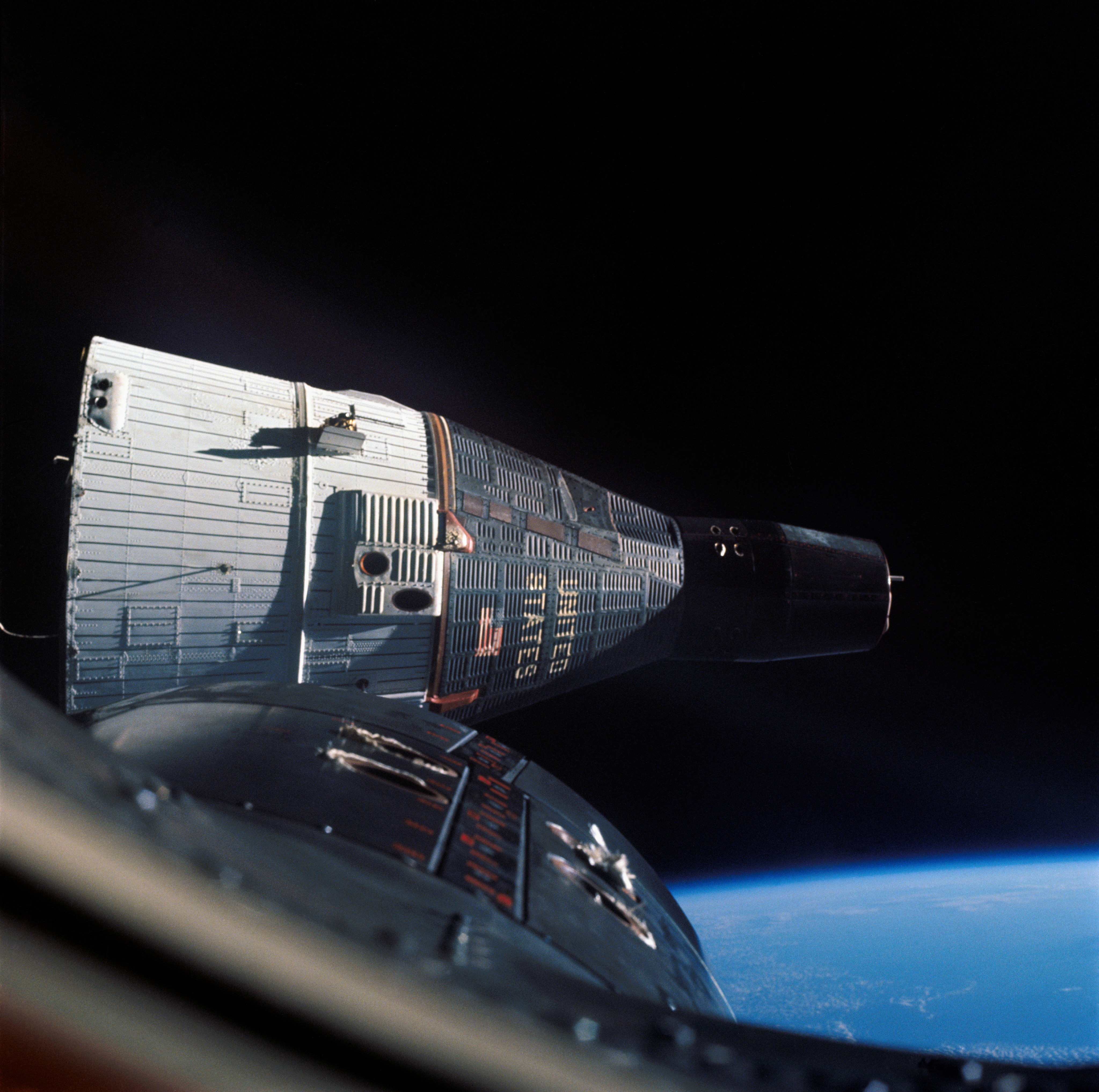
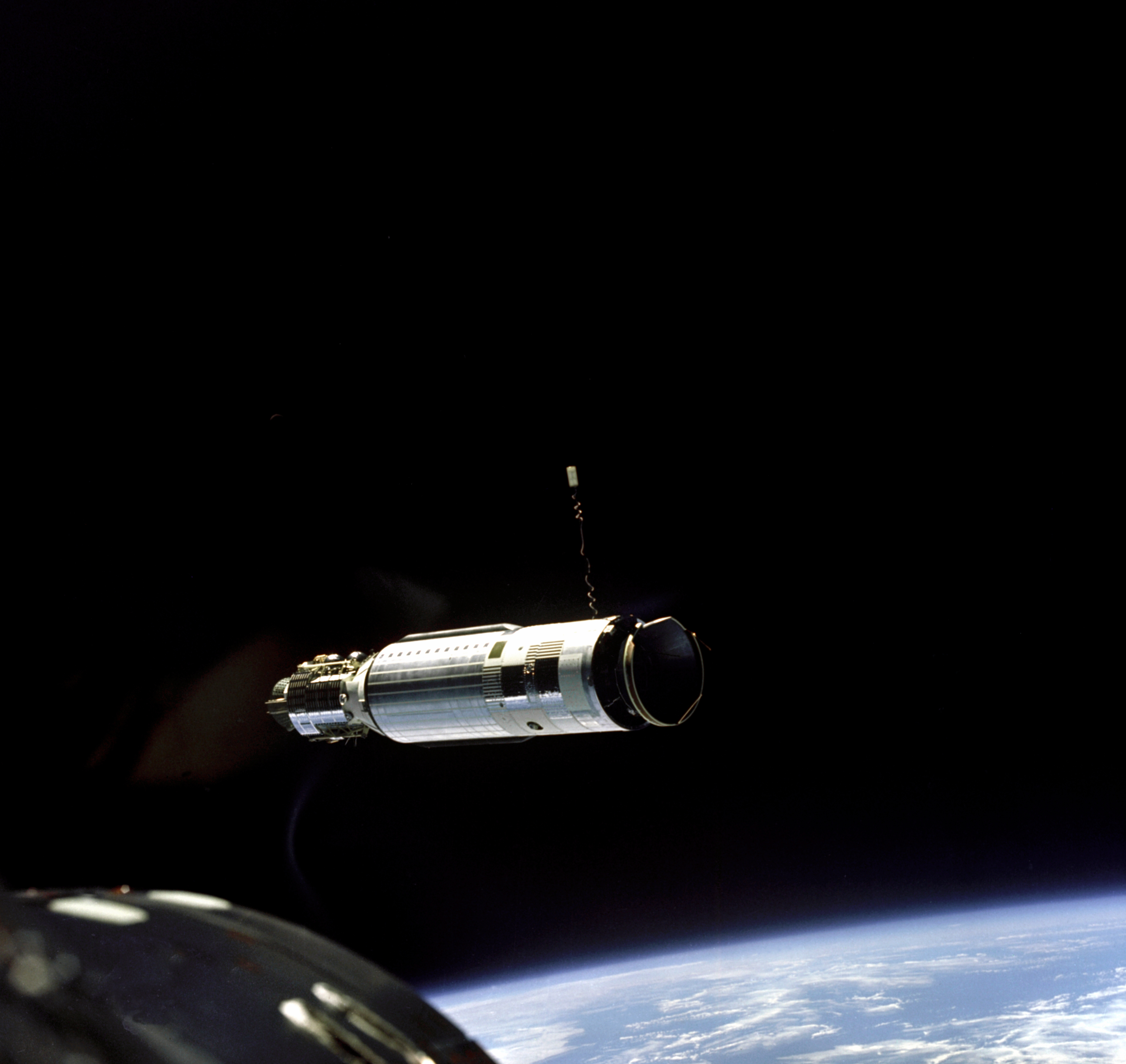

## اقرأ أيضاً
- وحدة المناورة المحمولة باليد